# Czerwiec 2022

## 30 czerwca
- Inwazja Rosji na Ukrainę:

- Rosja ogłosiła, że wycofała się z Wyspy Wężowej na Morzu Czarnym w „geście dobrej woli”, kończąc okupację wyspy, która trwała od lutego 2022 roku. Ukraina stwierdziła jednak, że siły rosyjskie wypędzone zostały z wyspy po zmasowanym ataku artyleryjskim.

- Ferdinand Marcos Jr. objął urząd prezydenta Filipin[2].

## 29 czerwca
- R. Kelly, amerykański muzyk R&B, skazany został na karę 30 lat więzienia za przestępstwa seksualne, handel kobietami i dziećmi w celach seksualnych i prowadzenie zorganizowanej działalności przestępczej[3].
- Vasco Cordeiro został wybrany przewodniczącym Europejskiego Komitetu Regionów[4].

## 28 czerwca
- Podczas zamieszek w więzieniu w Tuluá w Kolumbii doszło do pożaru, podczas którego zginęło 51 więźniów, a 24 zostało rannych[5].
- Organizacja Narodów Zjednoczonych oszacowała, że od wybuchu wojny domowej w 2011 roku zginęło ponad 300 tys. osób, co stanowi 1,5% przedwojennej populacji Syrii[6].

## 27 czerwca
- 20 osób zginęło, a 56 zostało rannych w rosyjskim ataku rakietowym na centrum handlowe w Krzemieńczuku na Ukrainie[7].

## 26 czerwca
- 22 osoby znaleziono martwe w tawernie we East London, na Przylądku Wschodnim w Afryce Południowej. Przyczyna śmierci nie jest znana[8].

## 25 czerwca
- Trzęsienie ziemi o magnitudzie 5,6 nawiedziło południowe regiony Iranu. Zginęła jedna osoba, a 30 zostało rannych. Epicentrum znajdowało się 30 km na północny wchód od wyspy Kisz położonej w Zatoce Perskiej, a hipocentrum na głębokości 10 km[9].
- Podczas mistrzostw USA w Eugene Sydney McLaughlin-Levrone ustanowiła rekord świata w biegu na 400 metrów przez płotki, uzyskując czas 51,41[10].

## 23 czerwca
- Rada Europejska przyznała Ukrainie i Mołdawii status kandydata do członkostwa w Unii Europejskiej[11].
- W Nowym Jorku odbył się 76. Draft do ligi NBA. Nr 1. został Paolo Banchero. Z 9. numerem wybrano reprezentanta Polski Jeremy’ego Sochana[12].

## 22 czerwca
- W wyniku trzęsienia ziemi o magnitudzie 6,1 w Afganistanie zginęło co najmniej tysiąc osób, a ok. 1500 zostało rannych. Do trzęsienia doszło we wschodniej części kraju i było odczuwalne w Afganistanie, Pakistanie i Indiach. Doszło do niego ok. 44 km od miasta Chost, w pobliżu granicy z Pakistanem. Według szacunków zostało zniszczonych blisko 2000 domów[13].

## 19 czerwca
- Hubert Hurkacz zwyciężył w turnieju tenisowym Halle Open[14].
- Gustavo Petro zwyciężył w wyborach prezydenckich w Kolumbii[15].

## 18 czerwca
- Co najmniej 20 osób zginęło w ataku w gminie Anchawadi w Mali[16].
- W Hiszpanii zarejestrowano 458 wstrząsów (w ciągu 3h) o różnej intensywności pod wulkanem Pico del Teide na Teneryfie. Ich epicentrum było zlokalizowane na głębokości od 6 do 20 km. Następnie doszło do kolejnych 25 wstrząsów, z czego najsilniejszy miał magnitudę 2; doszło do niego na głębokości 23 km w Guía de Isora. Głębokość wszystkich wstrząsów wahała się od 9 do 26 km i wystąpiły pomiędzy 1:00 a 5:00 czasu lokalnego[17].
- Odsłonięto Pomnik Lecha Kaczyńskiego w Tarnowie[18].

## 17 czerwca
- Siły bezpieczeństwa i uzbrojeni miejscowi zabili 70 członków Asz-Szabab w Bahdo w Somalii[19].
- W Szanghaju w stoczni Jiangnan uroczyście zwodowano lotniskowiec Fujian. To trzeci tego typu okręt w marynarce Chińskiej Armii Ludowo-Wyzwoleńczej i pierwszy w całości opracowany i zbudowany w Chinach. Nazwany na cześć prowincji na wschodzie kraju, ma wyporność ponad 80 tys. ton i został wyposażony w elektromagnetyczne katapulty, które ułatwiają start samolotów[20][21].
- Ks. prof. Jerry Pillay został wybrany nowym sekretarzem generalnym Światowej Rady Kościołów (ŚRK) (urząd obejmie 1 stycznia 2023)[22].

## 16 czerwca
- Drużyna Golden State Warriors pokonała Boston Celtics w finale rozgrywek ligi NBA.

## 11 czerwca
- Dżihadyści dokonali masakry ponad 100 mężczyzn w departamencie Seytenga w prowincji Séno w Burkina Faso[23].

## 9 czerwca
- NASA ogłosiła, że Kosmiczny Teleskop Jamesa Webba zderzył się z mikrometeoroidem w zeszłym miesiącu, ale nadal działa normalnie[24].

## 6 czerwca
- Bojownicy CODECO zabili 12 osób i ranili dwie inne w prowincji Ituri w Demokratycznej Republice Konga[25].

## 5 czerwca
- Eksplozja i pożar w magazynie w mieście Sitakunda, prowincja Ćottogram w Bangladeszu. W wyniku pożaru i eksplozji zginęło co najmniej 49 osób, a ponad 400 zostało rannych[26].
- Rafael Nadal i Iga Świątek zwyciężyli w rozgrywkach singlowych turnieju tenisowego French Open 2022 rozgrywanego na kortach Stade Roland Garros w Paryżu[27].
- Zapadł pierwszy w Polsce prawomocny wyrok za znęcanie się nad zwierzętami wobec właścicieli cyrku[28].
- W przeprowadzonym po protestach referendum w Kazachstanie większość głosujących poparła przyjęcie poprawek do Konstytucji[29][30].

## 4 czerwca
- Trzęsienie ziemi w południowo-wschodnim Kuwejcie o magnitudzie 5. Trzęsienie ziemi miało miejsce o godzinie 4:28 czasu lokalnego. Hipocentrum znajdowało się na głębokości 5 km, na południowy zachód od miasta Al-Ahmadi. Nie było doniesień o ofiarach[31].

## 3 czerwca
- Trzęsienie ziemi w Chile o magnitudzie 5,7. Trzęsienie ziemi miało miejsce o godzinie 16:54 czasu polskiego w chilijskim regionie Antofagasta. Epicentrum wstrząsów znajdowało się 45 km na południowy zachód od miasta San Pedro de Atacama, natomiast hipocentrum znajdowało się na głębokości 146 km. Nie było doniesień o ofiarach lub zniszczeniach[32].

## 2 czerwca
- Paradą wojskową rozpoczęły się w Wielkiej Brytanii, obchody 70-lecia panowania królowej Elżbiety II[33].

## 1 czerwca
- Trzęsienie ziemi w Chinach o magnitudzie 5,9. W wyniku trzęsienia ziemi ucierpiała część prowincji Syczuan. Pierwsze wstrząsy pojawiły się o godz. 17:00 czasu lokalnego. Epicentrum trzęsienia znajdowało się 113 km od stolicy prowincji, Chengdu, natomiast hipocentrum było na głębokości 17 km. Cztery osoby zginęły, 41 zostało rannych[34][35].
- Robert Golob zastąpił Janeza Janšę na stanowisku premiera Słowenii[36].